# Tiranno

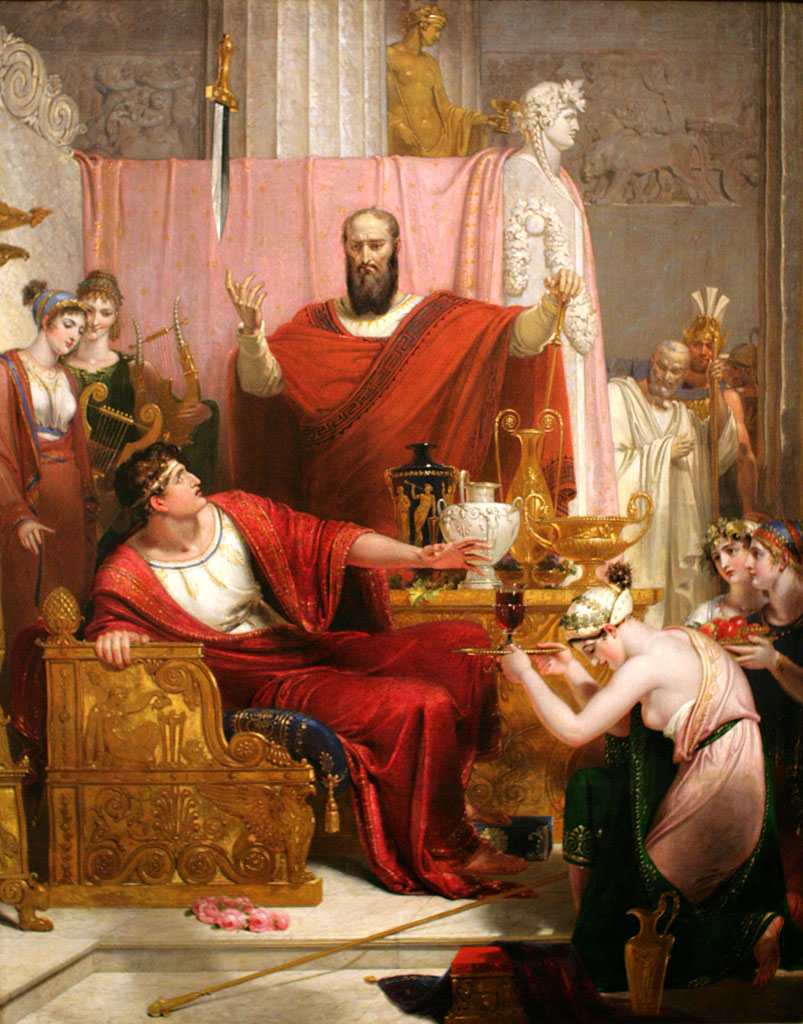
Dionigi I di Siracusa è il protagonista di un apologo sulla tirannide, riguardante la cosiddetta "spada di Damocle"

Il tiranno (in greco τύραννος, in latino tyrannus) era, nell'antica Grecia del VII e del VI secolo a.C., l'uomo politico che riusciva nella polis a concentrare nella propria persona il potere politico, dando così vita ad una tirannide.
Il tiranno si impadroniva del potere con sistemi rivoluzionari, sostituendo al governo oligarchico delle città-stato un personale dominio. Il tiranno molto spesso otteneva il potere con l'appoggio delle classi popolari, scontente della situazione politica. Quindi governava senza stravolgere sostanzialmente le leggi e le istituzioni preesistenti. Inoltre ricopriva personalmente e affidava a suoi fidi le maggiori magistrature, promuoveva lo sviluppo dei commerci, delle opere pubbliche e dell'agricoltura, generalmente nell'interesse del popolo sottomesso ed in contrapposizione ai privilegi dell'aristocrazia.
I più noti tiranni furono Falaride di Akragas, Cleandro di Gela, Anassila di Reghion, Policrate di Samo, Clistene di Sicione, Pisistrato ad Atene, Dionisio I di Siracusa.
(Vittorio Alfieri, Della tirannide)

## Storia

### Origine
La tirannide come categoria politica e forma di governo viene trattata per la prima volta in maniera rigorosa nell'antichità classica ad opera di Platone nella Repubblica.
Nella Grecia antica tiranno era colui che si proclamava signore di una città, assumendone qualsiasi tipo di potere, sia civile che militare. Il termine "tiranno" è di origine microasiatica e significa letteralmente "signore"; nelle Storie di Erodoto, il termine τύραννος (týrannos) (es. in Storie III, 80-82) non ha ancora accezione negativa, ed è da intendersi come "signore della città".  A partire dalla seconda metà del V secolo a.C., quando in Grecia, e soprattutto ad Atene, comincia a svilupparsi la riflessione sulla legittimità del potere, esso allude ad un potere esercitato senza il consenso dei cittadini. Nell'Atene del V secolo a.C., si identifica con tyrannos e tyrannis ogni forma di regime non fondato su un libero patto costituzionale tra cittadini. Nella specie, il tiranno viene visto come nato per corruzione, dalla città stessa. Il tiranno è innanzitutto nemico della democrazia. È corrotto, vizioso, fatale alla città ed è caratterizzato dal poter fare ciò che vuole senza esser soggetto ad alcun controllo, come sostiene Otane. 
La tirannide era percepita ad Atene come un disvalore assoluto e la paura del tiranno era un sentimento diffuso che contribuiva alla definizione e al rafforzamento dell'identità collettiva della polis. L'accusa di voler instaurare un regime tirannico era un elemento ricorrente nella propaganda politica del tempo e in questo modo la polis fondava la propria identità sull'idea di un'antitesi radicale nei riguardi della tirannide percepita come una dimensione del tutto negativa. L'elaborazione ideologica del tiranno si sviluppa in uno spazio autonomo, uno spazio politico fuori dalla lotta delle parti, come occasione di riunificazione festiva dell'intero corpo della città. È chiaro infatti che il nesso tra rappresentazioni teatrali e vita politica è un aspetto che caratterizza la polis di Atene per tutto il V secolo, ed è qui che la figura del tiranno prende forma e vive: nel teatro. I tragediografi fanno parlare ai loro personaggi il linguaggio della politica e ciò significa, in altri termini, che gli archetipi mitici venivano utilizzati come strumento per discorsi di natura politica e legati alla realtà contemporanea.
La figura del tiranno non pare avere né in Atene né in tutta la Grecia del V secolo un soddisfacente referente storico. I modelli di tiranno erano troppo lontani dal tempo; la sua stessa figura nel V secolo è una figura politicamente inattuale. Il tiranno vive la propria vita sulla scena tragica, dà il suo carattere a diversi personaggi, ognuno dei quali ha una distinta funzione drammatica, ma tutti obbediscono allo stesso modello, fedeli allo stesso tipo di caratteristiche. È proprio sulla scena teatrale infatti che la paura e il disprezzo per il tiranno vengono vissuti con immediatezza, è sulla scena che la tirannide appare sempre meno una soluzione politica e si trasforma in una dimensione umana, in una caratterizzazione di una figura etica e psicologica. Lo spettro del tiranno viene agitato con maggior pericolo per la democrazia ateniese, viene sempre rappresentato come suo nemico. Questo servirà anche allo scopo di evitare che un singolo cittadino concentrasse tutto il potere nelle sue mani ed avesse la tentazione di instaurare un potere dispotico. Il modello del tiranno si preciserà poi nel tempo ma si manterrà coerente nei propri modelli di fondo. Sono i tragediografi che si servono della fobia della tirannide per incarnare in essa ogni più pericolosa iniquità. È proprio durante la guerra del Peloponneso, quando si è ben distanti dalla tirannide, che la polemica anti tirannica si accende di maggior violenza ideologica, sino a diventare un vero e proprio anti tirannismo della piazza come Aristofane ironizza: "Per cinquant'anni non ne ho mai sentito il nome e ora va più del pesce conservato."
Il pericolo del tiranno si diffonde così in tutta l'Atene del V secolo e funge ad incarnare il modello di tutte le negatività insite nell'uomo corrotto e vizioso, fatale alla città. Non stupisce il fatto che l'accusa di tirannide fosse di frequente usata anche per colpire i principali esponenti della vita pubblica, come Pericle. Un esempio può essere proprio il celebre giudizio Tucidideo sulla figura di Pericle: "Era una democrazia a parole, ma di fatto si trattava del potere del primo cittadino". Una delle prime descrizioni della tirannide è proprio riportata da Erodoto nel suo tripolitikòs logos in cui colloca in bocca al nobile Otane un elogio della democrazia che è strettamente connesso con la condanna della tirannia. Questo passo, benché la sua veridicità sia molto discussa, è importante perché costituisce il primo delinearsi nei tratti specifici della figura del tiranno.
"Come d'altronde il potere di uno solo potrebbe essere cosa conveniente se gli è lecito fare ciò che vuole senza renderne conto? (...) Dai beni che ha a disposizione gli nasce la prepotenza, mentre l'invidia è connaturata all'uomo fin da principio."
Il brano erodoteo offre un ritratto psicologico del tiranno molto preciso e costituisce il primo schizzo di una figura destinata a essere ripetutamente rielaborata. Il tiranno condannato da Otane è colpevole di empietà, disfrenatezza, diffidenza e avidità ed è un modello astratto, impersonale ed è lo stesso tipo di tiranno che poi riprenderà nella Repubblica Platone. Questi però presentano due diverse teorie sulla nascita stessa del tiranno. Per Otane, come capiamo dalle sue parole, afferma che qualsiasi uomo, anche il migliore, posto in una condizione di potere assoluto finisce prima o poi con l'allontanarsi dai propri comuni pensieri. La disponibilità di ogni bene produce in lui la prepotenza (hybris).
Invece per Platone l'uomo tirannico è il punto d'arrivo di un'anima abbandonata dalla razionalità ad ogni sorta di eccesso, ed è proprio sulla scena tragica ateniese che nasce l'anima tirannica spiegata da Platone. Sebbene il personaggio del tiranno appaia fedele a sé stesso, come se presupponesse un modello storico vivo dinnanzi agli occhi del drammaturgo o ancora presente nella memoria cittadina recente, alla conclusione di questo continuo riaffacciarsi di figure simili pur con nomi diversi, non si profila alcun carattere stereotipato. Il tiranno non si irrigidisce in maschera ma continua a cambiare per dar vita sempre ad una nuova concezione di libertà. Per descrivere la figura sempre eterna del tiranno ci si può servire di opere distanti nel tempo perché l'ispirazione dei suoi tratti resta la stessa.
Analizzando specificamente le caratteristiche tipiche del tiranno riportate in scena. In ogni rappresentazione del tiranno si evidenzia la paura che si accompagna al potere; non solo la paura che ha di lui chi gli è soggetto ma anche la paura stessa del tiranno. Il despota ha come caratteristica propria la paura, con cui vive ed agisce sempre, di perdere il potere. Ogni agire che il tiranno suppone avverso al proprio potere viene interpretato come il frutto di una congiura o di un inganno, la sua figura è circospetta perché teme ed è costretta a governare tra le paure. 
Se si vuole fare un esempio concreto del termine "tirannide" si può far riferimento al governo di Pisistrato e dei pisistratidi.
Si ricorse alla figura del tiranno a causa dei frequenti contrasti tra le ricche famiglie aristocratiche dell'antica Grecia, che erano causa di guerre civili ed erano il motivo principale della crisi, e della decadenza, dell'aristocrazia greca. La tirannide ebbe successo perché i suoi rappresentanti seppero sfruttare il desiderio di riscossa sociale del popolo e delle classi meno abbienti (che non venivano incluse nella ridistribuzione delle terre, ad esempio), che la nascente codificazione delle leggi non aveva epurato del tutto. Sfruttando i contrasti sociali e politici ancora esistenti, essi si misero a capo del demos ed attuando una politica anti-aristocratica seppero ritagliarsi un sempre più influente ruolo personale: alcuni si limitarono a fare da mediatori di interessi diversi, altri invece mantennero il potere e si fecero tiranni.
Aristotele nel V capitolo della Politica individuò tre tipi di tiranno:
- il capopopolo o demagogo, che acquisisce il potere ergendosi a difensore degli umili;
- l'ex magistrato, che fonda il suo potere assoluto partendo da una base istituzionale;
- il monarca o l'oligarca degenerato, che non sopprime ed anzi aumenta i privilegi dell'aristocrazia.

Le prime due tipologie di tiranno furono molto diffuse nella Grecia continentale; la terza invece, molto più rara, si sviluppò solo nelle città dell'Asia Minore, dove i tiranni divennero ben presto tributari e satrapi dell'Impero persiano (a partire, probabilmente, dal 546 a.C., anno in cui Ciro il Grande conquistò Sardi).

### Giudizio storico sulla tirannide antica
La storiografia moderna tende a vedere un preciso schema nel riproporsi, nelle varie poleis, del fenomeno delle tirannidi: esse difatti nacquero e si svilupparono principalmente all'interno del VII secolo a.C., un periodo di forti trasformazioni sociali, quando vari fattori, tra cui importante il fenomeno dell'oplitismo, contribuivano al diffondersi di idee nuove e della crescita dello spazio pubblico nella gestione cittadina.
Tucidide (I, 13) considera la tirannide uno dei fattori di sviluppo della Grecia arcaica e fece l'esempio di Policrate: il celebre tiranno di Samo favorì il commercio marittimo a quello agricolo proprio per andare contro gli interessi dell'aristocrazia, che controllava stabilmente il mercato dei campi, ed in tal modo rese indirettamente Samo una delle più grandi potenze navali della Grecia.
Generalmente i tiranni si inserivano entro il contesto delle lotte per il potere delle varie aristocrazie cittadine, di cui facevano parte, ma dalla quale erano generalmente emarginati (basti ricordare la leggenda riguardo Cipselo di Corinto). I futuri tiranni così trovavano spesso appoggio nel ceto degli opliti, classe emergente che in quel periodo cominciava a richiedere per sé un ruolo nella gestione cittadina, e grazie ad essi riusciva ad instaurare un potere fortemente personale, che poteva o meno rientrare nel contesto delle istituzioni cittadine. Questo potere era però generalmente debole: sono rari i casi di tirannide ereditaria che supera le tre generazioni.
Generalmente i tiranni non influenzarono la politeia della polis ma si limitarono ad agire in un contesto sociale, includendo gli esclusi nella ridistribuzione delle ricchezze (come ad esempio i bottini di guerra) e nella partecipazione alla vita politica. A volte, come nel caso di Pittaco a Mitilene (Lesbo), è la stessa cittadinanza che nomina un cittadino tiranno (o meglio esimneta), proprio per porre fine alle continue guerre tra fazioni aristocratiche. Una volta caduto un tiranno la polis si ritrova nella necessità di riorganizzare le proprie istituzioni, e non è un caso che fu proprio il VII-VI secolo a conoscere le prime forme embrionali di democrazia, o meglio, come si preferiva chiamarla all'epoca, isonomia.
Anche se non furono né dei legislatori né dei veri e propri riformatori, i tiranni favorirono l'isonomia (l'uguaglianza di fronte alle leggi) ed accelerarono la crisi dei regimi aristocratici ed oligarchici. Ciò non toglie, comunque, che alcuni tiranni diedero un taglio dispotico e crudele al loro regno, macchiandosi di efferatezze incredibili: fu il caso di Periandro a Corinto, che ad esempio uccise in un impeto d'ira sua moglie Liside per poi fare necrofilia sul suo cadavere.
È difficile distinguere, tra realtà e mito, poiché è tipico della letteratura storiografica antica esasperare alcuni tratti caratteristici dei tiranni, come la ricchezza o la crudeltà, a scopi fondamentalmente politici. Non è sbagliato però affermare che molti dei tiranni delle varie poleis, primo fra tutti Pisistrato di Atene, ritennero molto importante portare avanti una politica di mecenatismo e di promozione di lavori pubblici. Alcune di queste opere furono destinate a rimanere per sempre nella storia, come il tempio di Hera a Samo, opera di Policrate.